# 201023 Karlwhittenburg
201023 Karlwhittenburg è un asteroide della fascia principale. Scoperto nel 2002, presenta un'orbita caratterizzata da un semiasse maggiore pari a 2,5444904 au e da un'eccentricità di 0,2115581, inclinata di 2,19263° rispetto all'eclittica.